# Valborg Werbeck-Svärdström
Valborg Josefina Werbeck-Svärdström, född 22 december 1879 i Gävle, död 1 februari 1972 i Bad Boll-Eckwälden, var en svensk operasångare, sångterapeut och skolgrundare. Gläns över sjö och strand tonsattes ursprungligen av Alice Tegnér för Werbeck-Swärdström. Under stora delar av sitt liv var hon engagerad antroposof, och grundade i Tyskland bland annat den på antroposofiskt tänkande baserade sångskolan "Die Schule der Stimmenthüllung".

## Tidigt liv
Werbeck-Svärdström föddes i Gävle 1879. Båda föräldrarna, Maria och Carl Johan Svärdström, var bördiga från trakterna kring Falun. Fadern arbetade som brevbärare och blev senare handelsman. Modern var sömmerska. Familjen fick sex barn, varav två pojkar dog i tidig ålder. Kvar fanns fyra flickor, Valborg, Olga, Sigrid och Astrid. Föräldrarna var musikaliska och så också de fyra systrarna, som senare i livet bildade en kvartett och turnerade i Europa och i Sverige.
År 1890 flyttade familjen till Djursholm i Stockholm, där fadern startade en egen affär. Döttrarna kom alla att gå i Djursholms samskola. I denna skola arbetade kulturpersonligheter som Viktor Rydberg, Johan Bergman och Natanael Beskow. Alice Tegnér var musiklärare. Hon uppmärksammade Valborg Werbeck-Svärdströms sångbegåvning och lät henne sjunga solo vid skolavslutningar och små konserter i närliggande kapell. Sången ”Gläns över sjö och strand” med text av Rydberg komponerade Alice Tegnér ursprungligen för Valborg Werbeck-Svärdström.
Modern, hennes första sånglärare, var naturläkekunnig. Det blev också Valborg Werbeck-Svärdströms stora intresse. Hon förberedde sig för medicinstudier genom att läsa latin och olika medicinska skrifter. Hon blev tidigt vegetarian. Hennes föräldrar grundade Solhemmet, ett naturhälsohem nära Norrköping.

## Operakarriär
Som 15-åring började Valborg Werbeck-Svärdström sina sångstudier 1894 på Kungliga Musikaliska Akademien (nuvarande Kungliga Musikhögskolan) i Stockholm. Teosofen Ellen Bergman var hennes första lärare. Andra lärare var Oscar Leijdström och Vendela Andersson-Sörensen. Senare fick hon undervisning av Signe Hebbe. Debuten som operasångare vid Kungliga Operan i Stockholm ägde rum år 1900. Då hade hon nyss fyllt 21 år. Debutrollen var i Mignon, en opera av Ambroise Thomas. Snart följde två andra huvudroller, i Figaros bröllop av Mozart och i Lakmé av Delibes. Som liedsångare debuterade hon 1901 i Kungliga Vetenskapsakademiens sal, ackompanjerad av Wilhelm Stenhammar.
Valborg Werbeck-Svärdström blev anställd på Kungliga operan under 1901 och arbetade där under två perioder till 1904. Under denna tid sjöng hon huvudroller i operor av Mozart, Gluck, Gounod, Donizetti, Tjajkovskij, Wagner, Weber, Mendelssohn och Rossini. Hon fick Jenny Linds resestipendium år 1904 och fortsatte sina studier utomlands, bland annat i Paris hos Désirée Artôt. Hon gav många konserter under denna tid. På våren 1905 drabbades hon emellertid av stämbandsförlamning och kunde varken tala eller sjunga.
Denna stämbandskris, som varade i två veckor, skulle bli avgörande för hennes vidare utveckling. Hon började ett hårt arbete med att göra om sin röst så att den inte skadade stämbanden. Hon vann under krisen djup kunskap om människoröstens verklighet. På denna kunskap grundade hon Die Schule der Stimmenthüllung ("en skola för att avtäcka rösten"). Utifrån sin egen erfarenhet insåg hon att rösten inte behöver någon skolning, den finns hos alla människor, men den behöver avtäckas. Detta blev grundpelaren i hennes undervisning och fortsatta karriär.
Mellan åren 1906–1918 erövrade hon Europas operascener och konsertsalar med en allt mer utökad repertoar. Hon sjöng gärna nordisk musik och genom henne blev många nordiska komponister presenterade för den Centraleuropeiska publiken. Bland annat hade hon Hugo Alfvéns sånger på sin repertoar. Under åren 1907–1908 sjöng hon i 39 konserter i 43 olika europeiska städer och åren 1913–1914 i 13 länder. År 1907 bildade dessutom systrarna Svärdström en kvartett och turnerade samma år i Tyskland, Ungern och Sverige med mycket positiva recensioner. På kontinenten mötte hon sin make Louis Werbeck, violinist och poet och de firade bröllop 1909. Hon flyttade till makens hemort, Hamburg. År 1910 födde Valborg Werbeck-Svärdström en dotter, Marga.

## Antroposofi
Valborg Werbeck-Svärdströms livsfrågor ledde henne till Teosofiska Sällskapet i Hamburg. Hon blev medlem 1911 och tog del av Rudolf Steiners föredrag i Köpenhamn i juni samma år. Därefter inleddes ett samarbete.
Valborg Werbeck-Svärdström höll många barnkonserter. I programmet hade hon svenska folksånger och Alice Tegnérs barnvisor. Hon bildade en barnkör i Hamburg och började skapa sångövningar för barn. Ur denna verksamhet växte en sångskola fram och även undervisningen för vuxna tog form. Bland eleverna fanns hennes dotter Marga.
Under tiden hade Rudolf Steiner lämnat Teosofiska Sällskapet och bildat Antroposofiska Sällskapet. Valborg Werbeck-Svärdström hade fortsatt samarbete med Steiner men blev först senare medlem i Antroposofiska Sällskapet. År 1924 auktoriserade Steiner hennes arbete med sång i ”En skola för den antroposofiskt orienterade sångpedagogiken.”
År 1924 träffade Valborg Werbeck-Svärdström Eugen Kolisko, som var en musikintresserad läkare och docent i medicinsk kemi vid universitetet i Wien. Han började ta sånglektioner hos henne och deras samarbete med att utveckla en sångterapi började. Kolisko fann resultaten av Valborg Werbeck-Svärdströms sångterapi med olika patienter häpnadsväckande och förmedlade detta till Dr. Ita Wegman, en förgrundsgestalt inom antroposofisk medicin. Ett samarbete inleddes med dessa två kvinnor.

## Die Schule der Stimmenthüllung
Sångskolan Die Schule der Stimmenthüllung i Hamburg etablerades och elevantalet växte. Men år 1933, när nazisterna kom till makten i Tyskland avstannade undervisningen. Så småningom förbjöds all antroposofisk verksamhet. Valborg Werbeck-Svärdström levde en tid i Nederländerna. När Nederländerna blev ockuperat var hon tvungen att återvända till Tyskland. Åren 1935–1936 tillbringade hon i Riesengebirge, som numera hör till Polen. Där skrev hon färdigt den redan tidigare påbörjade boken: Die Schule der Stimmenthüllung. Ein Weg zur Katharsis in der Kunst des Singens. Den finns idag översatt till många språk. Hon flyttade sedan vidare till sin dotter Marga i Schlesien och stannade där under kriget. År 1945 blev de tvungna att fly. De bosatte sig i Eckwälden, en liten by i närheten av Stuttgart där ett läkepedagogiskt hem hade varit verksamt under kriget. Där kunde hon fortsätta sitt arbete.
Efter kriget komponerade Valborg Werbeck-Svärdström två verk för kvinnoröster: ”Die Messe” och ”Seelenwanderung. Licht und Tonterapi”. Efter en period i Aberdeen återvände hon till Eckwälden och levde ett stilla liv omgiven av några elever och sångterapi-patienter. Hon fick år 1966 kännedom om en yngre musiker, musikhistoriker och pedagog, Jürgen Schriefer, som hade hållit en föredragsserie om Wagners Parsifal på den närliggande naturläkemedelsfirman Wala i Eckwälden. Valborg Werbeck-Svärdström anlitade Jürgen Schriefer för att ackompanjera henne och hennes elever på en demonstration av läkesång. Under fyra år därefter övade hon intensivt med Schreifer och 1971 överlämnade hon officiellt sin sångskola till honom. Genom hans kurser, föredrag och enskilda undervisning har denna skola sedan fortsatt och drivs vidare konstnärligt, pedagogiskt och terapeutiskt av människor som på olika sätt har vidareutvecklat Valborg Warbeck-Svärdströms verk.

## Död
År 1972, ett halvår efter att hon överlämnat sin skola, avled Valborg Werbeck-Svärdström. Jordfästningen ägde rum på den närliggande begravningsplatsen i Eckwälden.